# Carlo Luigi Spegazzini
Carlo Luigi Spegazzini (20. dubna 1858 – 1. července 1926) byl argentinský botanik a mykolog italského původu.
Odborně působil jako profesor na Univerzitě La Plata a kurátor herbária v Muzeu La Plata, v městě La Plata v Argentině.
Jako botanik byl zaměřen zejména na studium cévnatých rostlin, o kterých publikoval kolem 100 (ze svých ca 300) vědeckých článků. Mezi rostliny jeho zájmu náležely zejména kaktusovité, bobovité, vstavačovité a lipnicovité.
Jak uvádí seznam botaniků a mykologů je zkratka Speg. používána k označení jeho osoby při citování botanických jmen jím pojmenovaných rostlin. V databázi International Plant Names Index je přes 1400 záznamů u jmen rostlin, jejichž je buď autorem nebo spoluautorem.
Na jeho počest byly pojmenovány různé rostliny, např. kaktusy Gymnocalycium spegazzinii nebo Rebutia spegazziniana.
V Argentině byla na jeho počest také pojmenována obec Carlos Spegazzini nedaleko Buenos Aires, hora Monte Spegazzini na ostrově Stavů v Ohňové zemi nebo jeden z ledovců u jezera Argentino v Národním parku Los Glaciares.

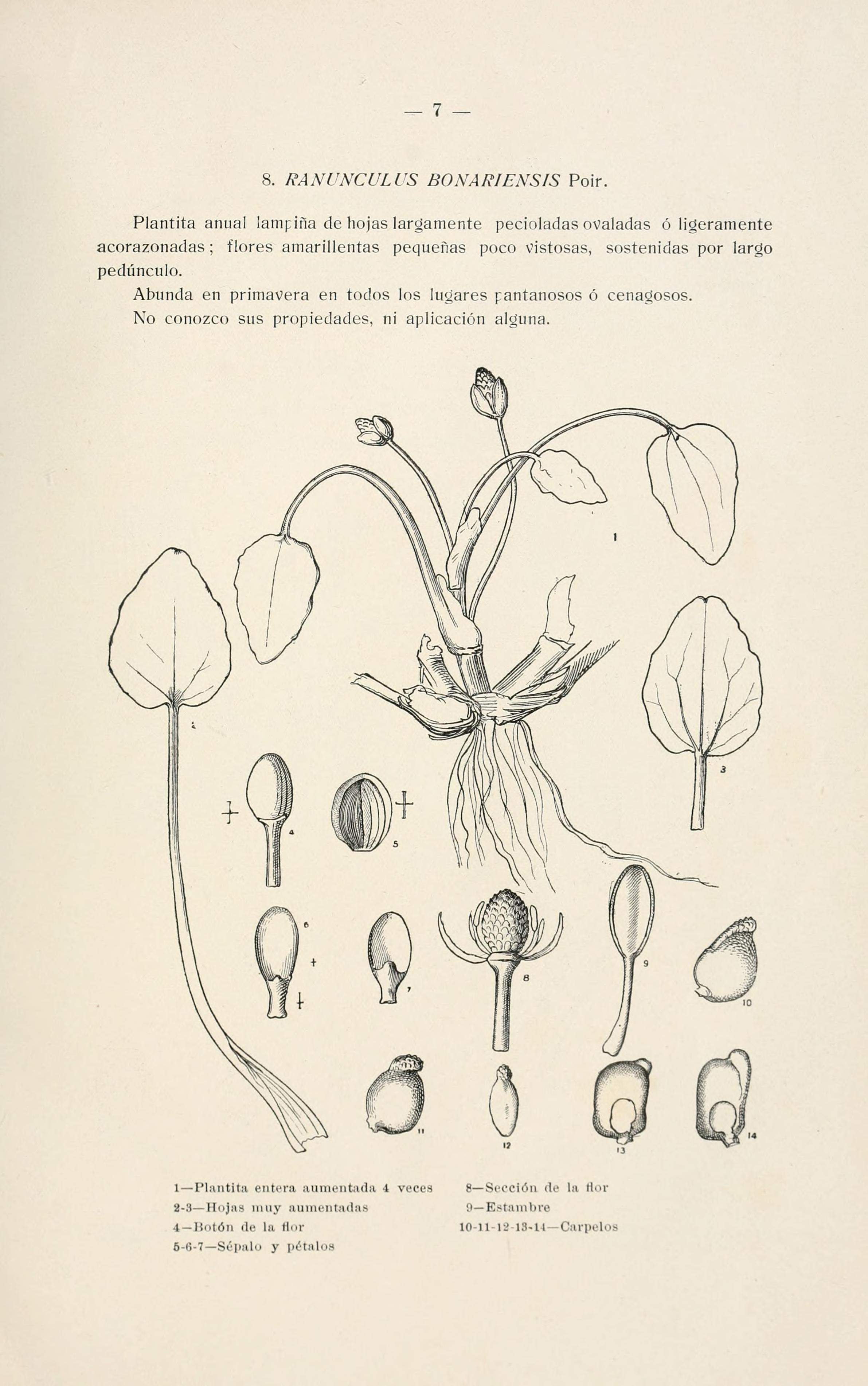
Ukázka práce v publikaci